# ベセレアー

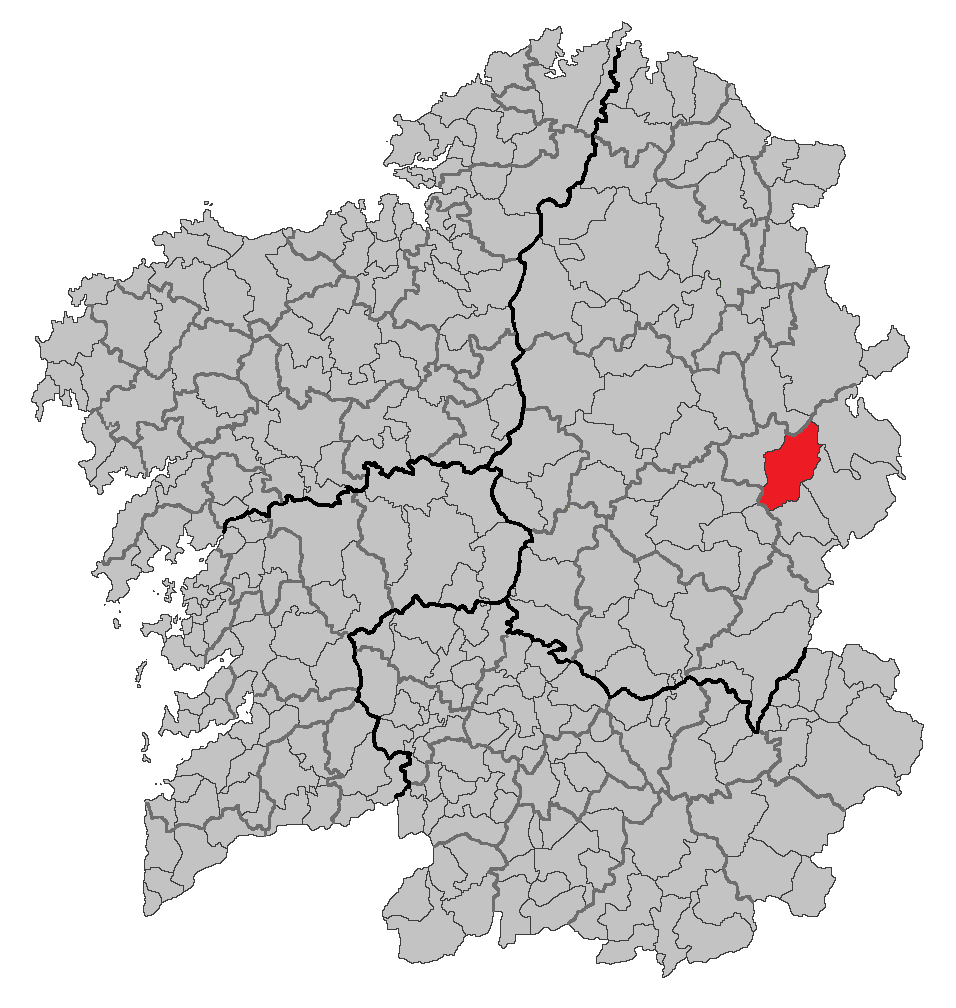
ガリシア州内の位置

ベセレアー（Becerreá）は、スペイン、ガリシア州、ルーゴ県の自治体で、コマルカ・ドス・アンカーレスに属する。ガリシア統計局によると、2012年の人口は3,072人（2010年：3,181人、2009年：3,250人、2006年：3,334人、2005年：3,389人、2004年：3,424人、2003年：3,442人）。
ガリシア語話者の自治体人口に占める割合は98.23％（2001年）。

## 地理
ベセレアーは、ルーゴ県の東南部、コマルカ・ドス・アンカーレスに属する。北はバレイラ、ナビア・デ・スアルナと、東はセルバンテスと、南はアス・ノガイス、トリアカステーラと、西はランカラ、バラージャの各自治体と隣接している。自治体中心地区はベセレアー教区のベセレアー地区。
ベセレアーはベセレアー司法管轄区に属し、同管轄区の中心自治体である。
同じくコマルカ・ドス・アンカーレスのセルバンテスとナビア・デ・スアルナ一帯の山々は2006年にユネスコの生物圏保護区に指定された。

### 人口
住民は26の教区の115の（集落）に居住する。
| ベセレアーの人口推移 1900－2010                         |
|                                                         |
| 出典:INE（スペイン国立統計局）1900年 - 1991年、1996年 - |

## 政治
自治体首長はガリシア社会党（PSdeG-PSOE）のマヌエル・マルティネス・ヌーニェス（Manuel Martínez Núñez）、自治体評議員はガリシア社会党：5、ガリシア国民党（PPdeG）：5、ガリシア民族主義ブロック（BNG）：1となっている（2011年5月22日の自治体選挙結果、得票順）。
| 1999年6月13日自治体選挙 |        |        |          |
| 政党                    | 得票数 | 得票率 | 獲得議席 |
| PPdeG                   | 1,380  | 55.09% | 6        |
| PSdeG-PSOE              | 815    | 32.53% | 4        |
| BNG                     | 291    | 11.62% | 1        |

| 2003年5月25日自治体選挙 |        |        |          |
| 政党                    | 得票数 | 得票率 | 獲得議席 |
| PPdeG                   | 1,160  | 45.58% | 6        |
| PSdeG-PSOE              | 955    | 37.52% | 4        |
| BNG                     | 361    | 14.18% | 1        |
| EU-IU                   | 54     | 2.12%  | 0        |

| 2007年5月27日自治体選挙 |        |        |          |
| 政党                    | 得票数 | 得票率 | 獲得議席 |
| PSdeG-PSOE              | 1,235  | 48.72% | 6        |
| PPdeG                   | 661    | 26.07% | 3        |
| BNG                     | 455    | 17.95% | 2        |
| TEGA                    | 155    | 6.11%  | 0        |

| 2011年5月22日自治体選挙 |        |        |          |
| 政党                    | 得票数 | 得票率 | 獲得議席 |
| PSdeG-PSOE              | 1,006  | 43.91% | 5        |
| PPdeG                   | 952    | 41.55% | 5        |
| BNG                     | 304    | 13.27% | 1        |

## 教区
ベセレアーは26の教区に分けられる。太字は自治体中心地区のある教区。
- アグエイラ（サン・ショアン）
- アルメスト（サン・ロマン）
- ベセレアー（サン・ショアン）
- カドアージャ（サン・ペドロ）
- カスカジャー（サンタ・マリーア）
- オ・セレイシャル（サン・ショセ）
- クルスル（サン・マルティーニョ）
- フェレイロス・デ・バルボーア（サンタ・マリーア）
- フォンタロン（サンクティ・スピリトゥス）
- フルコ（サン・ショアン）
- ギルフレイ（サンタ・エウラリア）
- ギジェン（サン・ペドロ）
- リベール（サン・レミシオ）
- モルセージェ（サン・シュリアン）
- オウセージェ（サン・コスメ）
- オウソン（サント・アンドラーオ）
- パンド（サン・ショアン）
- メナマイヨール（サンタ・マリーア・デ・サン・ロウレンソ）
- キンター・デ・カンセラーダ（サンタ・エウラリア）
- セバーネ（サン・ショアン）
- トルテス（サン・ペドロ）
- ベイガ（サンタ・マリーニャ）
- ビラチャー（サン・ペドロ）
- ビライス（サンティアーゴ）
- ビラマーネ（サンタ・マリーア）
- ビロウタ（サンタ・マリーニャ）